# Carl Zigrosser
Carl Zigroßer (* 28. September 1891 in Indianapolis; † 1975 in Montagnola) war ein US-amerikanischer Kunsthistoriker. Er war von 1941 bis 1963 Kurator des Philadelphia Museum of Art Prints. Zusammen mit dem New Yorker Künstler Anthony Velonis  entwickelte er 1930  Serigraphie-Verfahren zum Druck auf verschiedenartigste Materialien.
Er war Sohn des österreichischen Immigranten Hugo A. Zigrosser (1860–1935) und Emma Haller (* 1870). Nachdem er 1908 an der Newark Academy graduiert hatte, ging er an die Columbia University, um Chemiker zu werden.
Danach arbeitete er beim New Yorker Bilderhändler Frederick Keppel & Company, wo er den Kunsthandel und viele bekannte Künstler und Sammler kennenlernte. 1939 erhielt er ein Guggenheim-Stipendium.